# Argiope catenulata
Espèce
Synonymes
- Epeira catenulata Doleschall, 1859
- Argiope opulenta Thorell, 1859
- Epeira stellata Stoliczka, 1869
- Argiope pelewensis Keyserling, 1886
- Metargiope ornatus turricula Marapao, 1965

Argiope catenulata est une espèce d'araignées aranéomorphes de la famille des Araneidae.

## Distribution
Cette espèce se rencontre de l'Inde à l'Australie.
Elle a été observée en Inde, au Sri Lanka, en Birmanie, au Laos, au Viêt Nam, en Malaisie, en Indonésie, aux Philippines, aux Palaos, aux États fédérés de Micronésie et en Australie au Territoire du Nord.

## Habitat

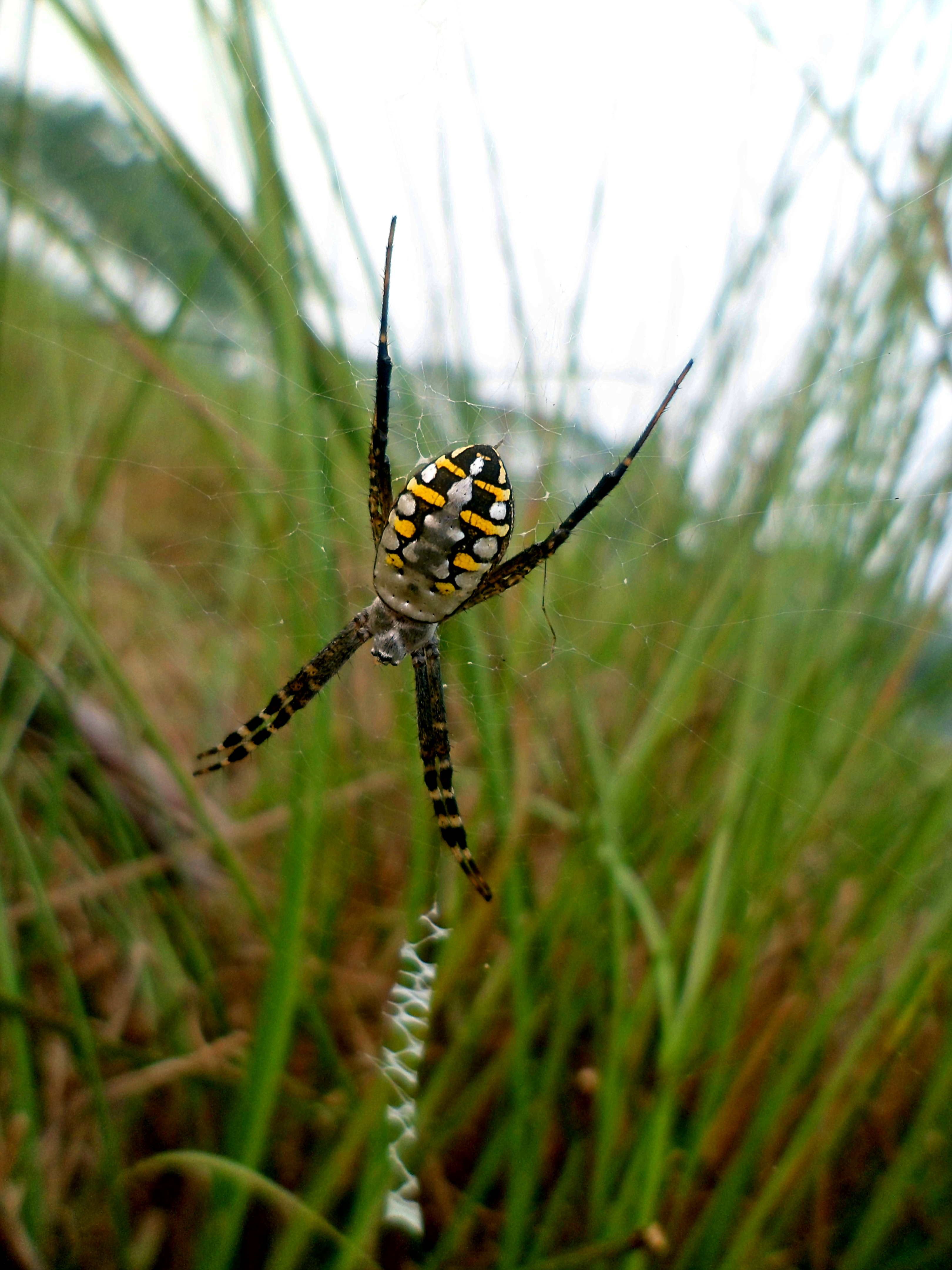
Argiope catenulata

Argiope catenulata est présente dans les prairies et dans les jardins et affectionne les zones humides comme les zones ripariennes. Elle se rencontre également dans les rizières.

## Description

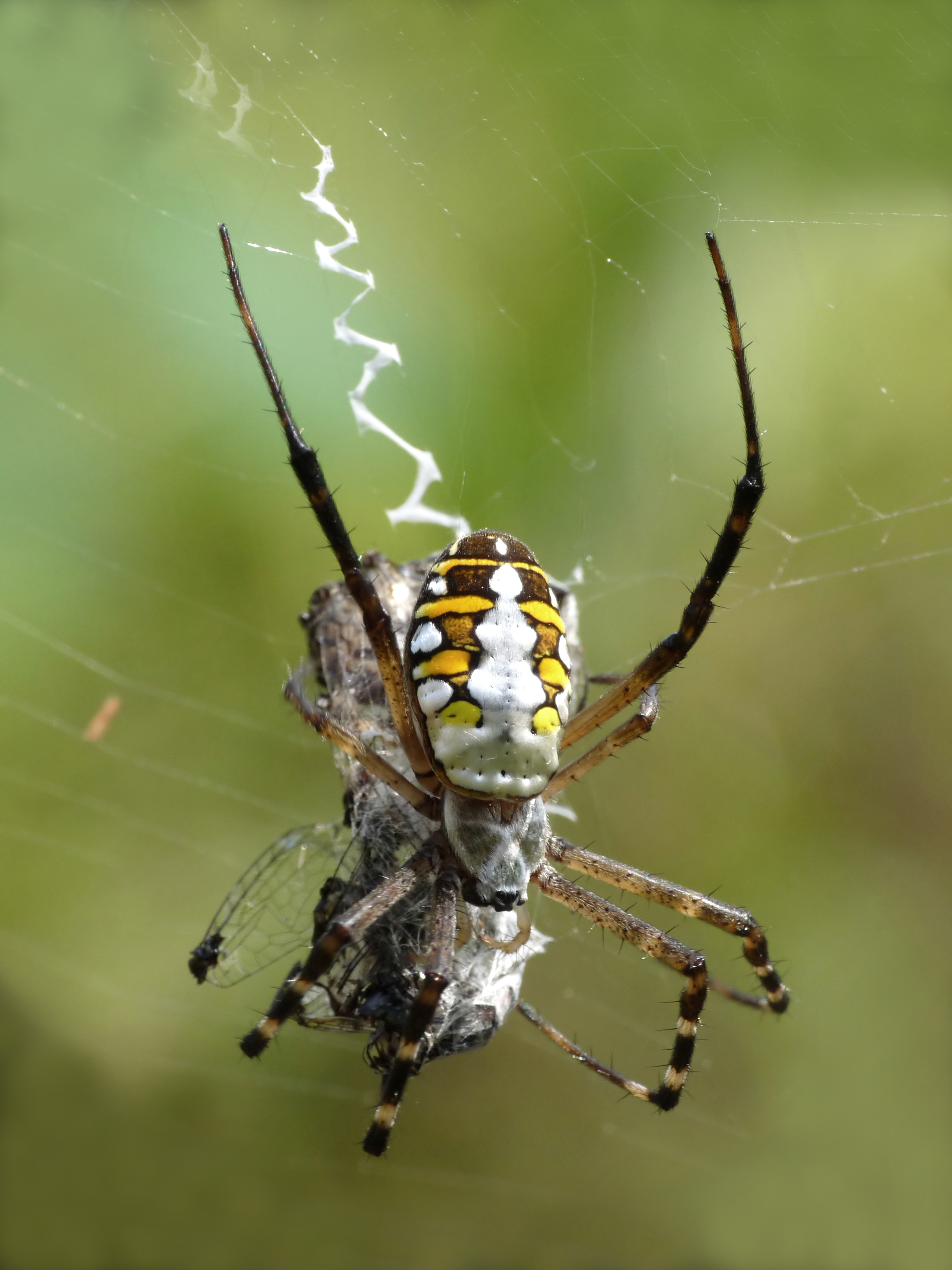
Argiope catenulata ♀

La femelle mesure de 15 à 17 mm et le mâle de 6 à 8 mm.

### Description de la femelle

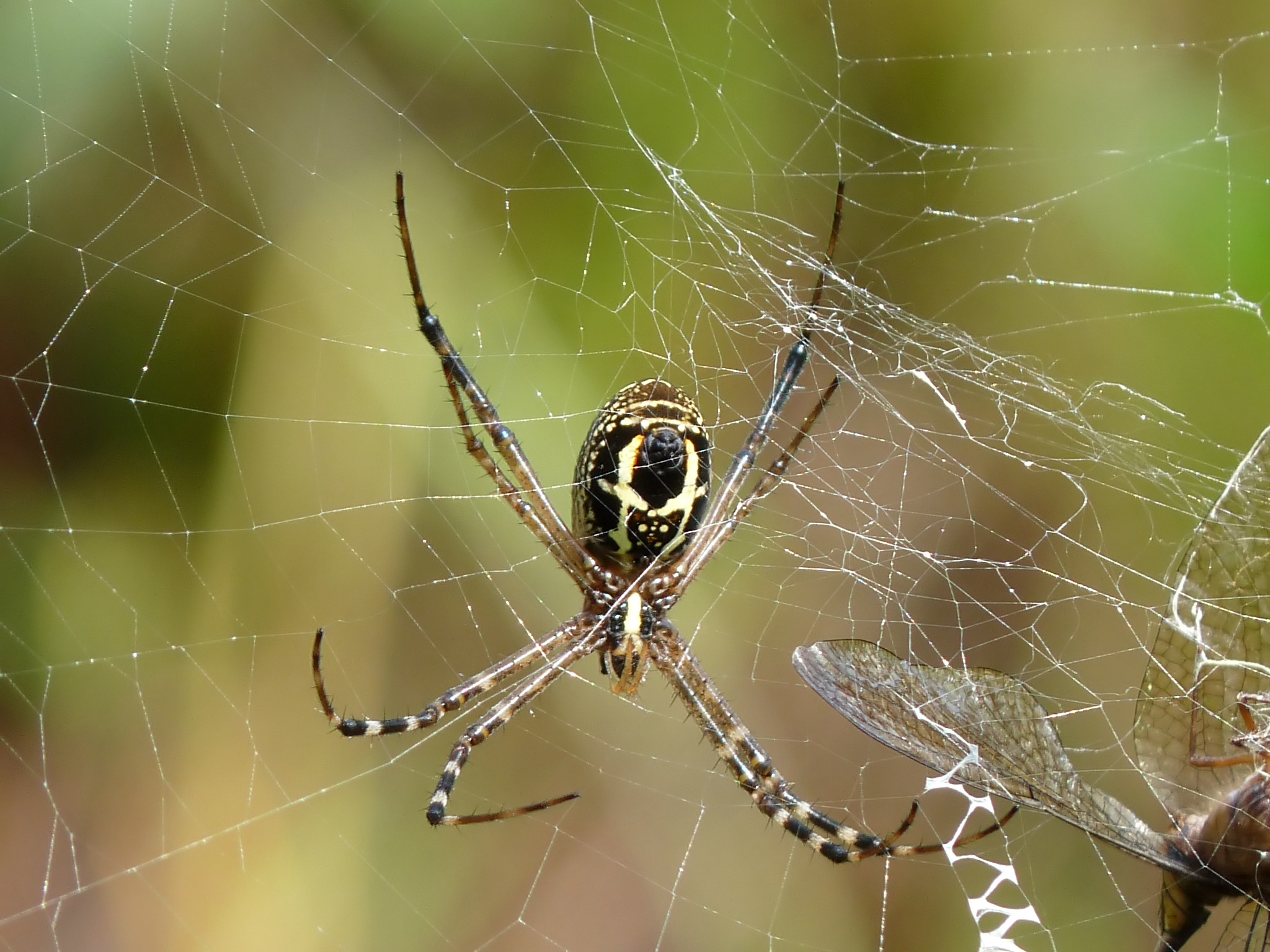
Argiope catenulata ♀ (vue de dessous) (Inde)

Le céphalothorax est plus long que large se rétrécissant vers l'avant avec la région céphalique plus élevée que la région thoracique. Il est recouvert d'une épaisse couche de poils blancs argentés et présente une tache jaune à la jonction entre la tête et le thorax. Le quadrangle oculaire est plus long que large. Les yeux postérieurs médians sont cerclés de noir. Le sternum, en forme de cœur avec la pointe en arrière, est marron foncé avec une large tache médiane longitudinale jaune.
Les pattes sont longues et fortes. Les fémurs des pattes I et II sont marron foncé avec des anneaux incomplets jaunes aux extrémités distales. Les fémurs des pattes III et IV sont plus clairs et sans anneaux. Les tibias des mêmes pattes présentent deux anneaux jaunes complets.
L'abdomen, ovale et allongé, surmonte légèrement le céphalothorax,. Il est orné sur sa partie dorsale de bandes transversales dont certaines sont interrompues et de taches jaunes ou jaune citron sur fond noir,. La partie dorsale présente une bande longitudinale blanche plus large vers le céphalothorax et plus étroite vers la partie postérieure. Cinq paires de sigilla sont clairement visibles. La partie ventrale, noire, présente deux taches longitudinales jaunes s'étendant du sillon épigastrique jusqu'au delà des filières avec une bande transverse claire caractéristique, et quelques points jaunes dans la partie antérieure. Les filières comportent cinq larges appendices noirs.

### Description du mâle
Le mâle, plus petit, est marron rougeâtre.

## Espèces similaires
Argiope catenulata est similaire à Argiope trifasciata.

## Comportement

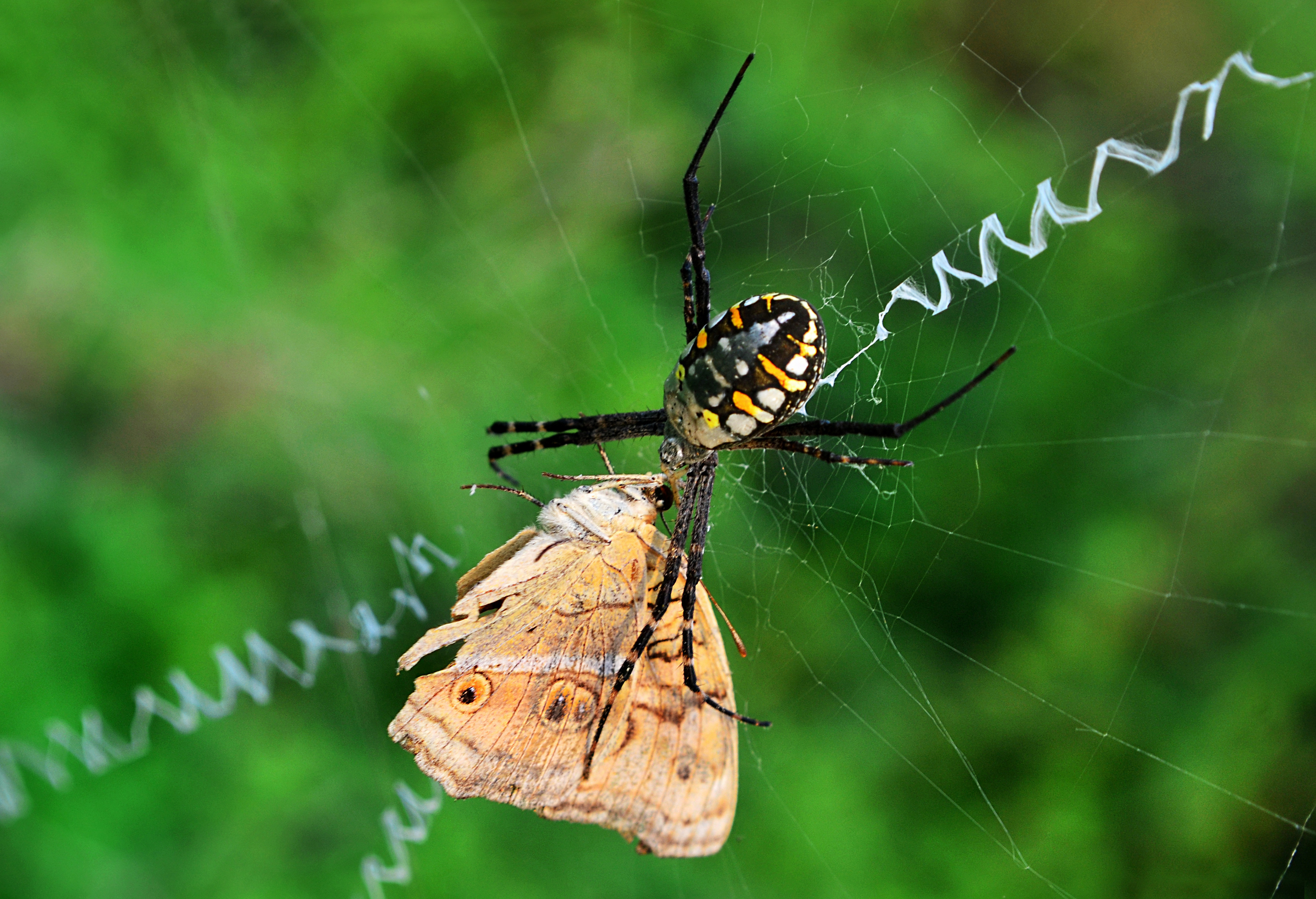
Argiope catenulata ♀ capturant un lépidoptère

Argiope catenulata est un prédateur des coléoptères du genre Berosus. Elle consomme également des ravageurs du riz comme Nephotettix nigropictus, Nephotettix lugens et Hieroglyphus banion.

## Toile
Argiope catenulata construit une toile qui peut comporter un stabilimentum en environ une heure.

## Systématique et taxinomie
Cette espèce a été décrite sous le protonyme Epeira catenulata par Doleschall en 1859.

## Publication originale
- Doleschall, 1859 : Tweede Bijdrage tot de Kenntis der Arachniden van den Indischen Archipel. Acta Societatis Scientiarum Indo-Neerlandicae, vol. 5, p. 1-60 (texte intégral).